# Дермоабразија
Дермоабразија (ДАБ) је врста хируршког лечења коже, која се начелно изводи са циљем уклањања ожиљка од акни, ожиљка од операције, старачких пега и бора  и других неправилности коже или ткива. Дермоабразија се може урадити самостално или у комбинацији са другим козметичким процедурама. 
ДАБ треба разлијковати од микродермабразије (која је немедицинска козметичка процедура која се користи као средство за подмлађивање лица),  јер се изводи у професионалном медицинском окружењу од стране дерматолога или пластичног хирурга обученог посебно за ову врсту процедуре. 
Дермоабразија се практиковала дуги низ година (пре појаве ласера) и укључује контролисану дубљу абразију (стругање) горњих до средњих слојева коже са било којом врстом јаких абразивних уређаја, укључујући жичану четку, дијамантски точак или фразе, стерилисани брусни папир, кристале соли или друга механичка средства.
Дермоабразија као механичка хируршка метода стругања коже, остала је популарна и након појаве ласера) делимично зато што може да приушти нижу цену и може да пружи сличне или супериорне резултате као новије ласерске методе за одређена стања коже.

## Опште информације
Поступци дермоабразије су хируршке, инвазивне процедуре које обично захтевају локалну анестезију. Често се изводе у хируршким салама или у професионалним медицинским центрима. Пошто се поступком обично може уклонити горњи до дубљи слојеви епидермиса и проширити на ретикуларни дермис, постоји ризик од мањег крварење коже. Поступак носи ризик од ожиљака, промене боје коже, инфекција и реактивације вируса херпеса на лицу (херпес). 
У случајевима агресивне дермабразије, често долази до огромног крварења коже и прскања током поступка који се мора контролисати притиском. 
Након ДАБ, кожа је обично веома црвена и сировог изгледа. У зависности од нивоа уклањања коже дермоабразијом, потребно је у просеку 7 до 30 дана да се кожа потпуно зарасте (реепителизује). Често се поступак изводи за дубље ожиљке од акни и дубоке хируршке ожиљке. 
Како је дермабразија у великој мери замењена технологијама укључујући ласере, угљен диоксид или Ербиум:ИАГ ласер, она се тренутно ретко практикује и врло је мало лекара који су обучени и још увек обављају ову операцију. 
Ласерске технологије имају предност малог или никаквог крварења и често мање зависе од оператера који су обучени за дермоабразију.

## Индикације
Сврха хируршке дермоабразије је да помогне у смањењу појаве дубљих ожиљака и несавршености коже. Често је циљ загладити кожу и, у том процесу, уклонити:
- ожиљке (као нпр оне од акни, операција  или повреда),

- неуједначен тон коже од ожиљака или мадежа,

- оштећења од сунца,

- тетоваже,

- старачке пеге,

- стрије или фине боре, посебно оне око уста,

- потенцијално преканцерозне мрље на кожи

- отицање и црвенило носа (нпр код квргавог носа).

## Ограничења
Ограничења за примену дермоабразије могу бити:
- Примена оралног лека за лечење акни изотретиноина током прошле године
- Лична или породична историја избочина коже узрокованих претераним растом ожиљног ткива (келоиди)
- Акне или неко друго стање коже испуњено гнојем
- Честе или тешке појаве херпеса
- Ожиљци од опекотина или кожа која је оштећена радиотерапијом.

## Компликације
Пошто се ради о хируршкој процедури ризици повезани са дермоабразијом су исти као они повезани са другим хируршким процедурама и укључују крварење, инфекцију и алергијску реакцију на анестезију.
Неки ризици специфични само за дермоабразију укључују:
- избијање акни

- промене у тону коже

- проширене поре, обично привремене

- губитак пега

- црвенило

- осип

- оток

Иако ретко, неке особе могу развити прекомерне ожиљке или келоиде након третмана дермоабразијом. У овим случајевима, неки стероидни лекови могу помоћи у омекшавању ожиљака.

## Препоруке
Након дермоабразије требало би се придржавати савета лекара и одлазизти на контролу према препоруци. Најважније је да пацијент буде нежан према својој кожи, да ибегава  употребу оштрих средстава за чишћење или производа за негу коже, и рибање или чепркање по кожи.
Према потреби може се користитити наношење густе хидратантне масти као што је вазелин. Такође је веома важно избегавати излагање коже сунцу док она зацељује, а када кожа зарасте, обавезно користити креме за сунчање сваки дан.

## Спољашшње везе
|  | Molimo Vas, obratite pažnju na važno upozorenje u vezi sa temama iz oblasti medicine (zdravlja). |